# Homalomena erythropus
Homalomena erythropus là một loài thực vật có hoa trong họ Ráy (Araceae). Loài này được (Mart. ex Schott) Engl. mô tả khoa học đầu tiên năm 1912.